# Дева (династия)
Династия Дева (XIII век) — независимая династия раннесредневековой Бенгалии, правила Юго-Восточной Бенгалией после династии Сена. Столицей данной династии являлся город Бикрампур в современном округе Муншигандж в Бангладеш.
Главными источниками по истории этой династии являются три надписи на медных пластинах Дамодарадевы из Мехара, Читтагонга и Собхарампура соответственно. Они датируются 1156, 1158 и 1165 годами эры Шака, которые соответствуют 4-му, 6-му и 13-му годам его правления. В надписях сообщается, что династия являлась вайшнавской и якобы произошла от луны. Первые три правителя известны из Читтагонгской надписи на медной пластине, датированной 1156 годом эры Шака. Первым упоминается Пурушоттамадева, который назван главой семьи Дева, но никаких царских титулов к нему не применяется. Поэтому считается, что его сын Мадхуматхана (или Мадхусуданадева) стал основателем царства и принял титул царя (нрипати). Его преемником выступил сын Васудева, от которого трон перешёл к Дамодарадеве. Дамодарадева (правил в 1231—1243 годах н. э.) был наиболее могущественным правителем данной династии. Его царство занимало территорию, соответствующую современным округам Ноакхали и Читтагонг и штату Трипура. Сам царь описывается как Владыка царей (Сакала-Бхупати-Чакраварти) и принявший титул Арираджа-Чханура-Мадхава в подражание титулатуре царей из династии Сена.
Имя наследника или история сразу после Дамодарадевы неизвестна. Имя одного из последующих правителей содержится в дарственной надписи на медной пластине из Адавади, сильно повреждённой и потому недоступной для полного прочтения. Имя царя — Дашаратхадева, его титулы — Парамешвара, Парамабхаттарака, Махараджадхираджа, Арираджа-Дануджа-Мадхава и несколько других в подражание царям династии Сена. Так как местом создания надписи назван Бикрампур и земли, переходящие в дарение, находятся около него, считается, что данный правитель уже овладел данным городом. Также по ряду свидетельств ученые сделали вывод о его походах на соседние территории, завоёванные мусульманами. Дальнейшая история династии неизвестна.